# Cerkiew św. Mikołaja Cudotwórcy w Sosnowcu
Cerkiew św. Mikołaja Cudotwórcy w Sosnowcu – cerkiew prawosławna w stylu neobizantyjskim przy ulicy 3 Maja w Sosnowcu, która istniała po przemianowaniu na kościół rzymskokatolicki do 1938 r.

## Historia i opis budynku
Na początku XX wieku liczba prawosławnych mieszkańców Sosnowca wzrosła do 3 tysięcy. W związku z rosnącymi potrzebami duchowymi podjęto decyzję o budowie nowej cerkwi. Plac pod budowę świątyni ofiarowała Sosnowiecka Spółka Akcyjna. Przewodniczącym komitetu budowlanego wybrano sosnowieckiego fabrykanta Franza Schöna, a kierownictwo nad pracami objął technik budownictwa Jastrzębski. 27 maja 1901 r. pod budowę cerkwi położono kamień węgielny. Budynek wzniesiono według projektu Władimira N. Pokrowskiego w stylu neobizantyjskim na planie wydłużonego krzyża, który wieńczyło pięć kopuł i wysoka dzwonnica od zachodniej strony. Budowla mieściła tysiąc dwieście osób. We wnętrzu urządzono miejsca dla trzech chórów, główny dla 200 osób i boczne dla 30-40 osób. Posadzka została wyłożona płytką ceramiczną. Biały ikonostas ze złoceniami wykonał moskiewski mistrz Sokołow. Ikony umieszczone w trzyrzędowym ikonostasie namalował moskiewski malarz Teorin. W budynku zamontowano centralne ogrzewanie i elektryczne oświetlenie. Znaczny udział w finansowaniu budowy, której całkowity koszt wyniósł 90 tys. rubli oprócz Franza Schöna mieli m.in. Henryk Dietel i Spółka Węglowa. Wyświęcenie cerkwi pod wezwaniem św. Mikołaja Cudotwórcy nastąpiło 26 października 1906 r.
Po zakończeniu I wojny światowej w 1918 r. władze państwowe II Rzeczypospolitej przejęły w zarząd cały majątek Kościoła prawosławnego na terenie ziem polskich i podjęły decyzję o przekazaniu budynku kościołowi łacińskiemu, który konsekrował go jako katolicki kościół św. Jakuba.

## Zburzenie cerkwi
Świątynia została zburzona w 1938 r. na skutek konsekwentnie prowadzonej przez rząd polski planowej akcji rewindykacji cerkwi prawosławnych w II Rzeczypospolitej. Decyzja o rozbiórce została podjęta przez Radę Miejską na posiedzeniu dnia 30 maja 1938 r.. Wniosek przyjęty jednogłośnie brzmiał: „Rada Miejska m. Sosnowca upoważnia Zarząd Miejski do wydatkowania potrzebnej sumy na rozbiórkę cerkwi prawosławnej przy ul. 3 – Maja w Sosnowcu i uchwala pokryć wydatek na ten cel z nadwyżki budżetowej za rok 1937/1938”. Do demontażu, który wymagał użycia dynamitu, przystąpiono 25 maja 1938 r. Według artykułu opublikowanego w regionalnej gazecie „Torpeda” decyzja o jej zniszczeniu zapadła po wizycie ówczesnego premiera gen. Felicjana Sławoja Składkowskiego w Sosnowcu. Premier miał określić wzniesioną w stylu neobizantyjskim cerkiew jako „pięść imperializmu rosyjskiego grożącą Polsce”. Świątynię zniszczono mimo protestów rzymskokatolickiego dziekana będzińskiego, księdza Franciszka Goli, który porównał działalność władz polskich do prowadzonych przez bolszewików prześladowań Rosyjskiego Kościoła Prawosławnego.
Z wyposażenia cerkwi ocalał ikonostas, znajdujący się obecnie przed ołtarzem bocznym soboru Narodzenia Przenajświętszej Bogurodzicy we Wrocławiu.